# Tarsicio Lejárraga
Tarsicio Lejárraga (San Millán de la Cogolla, 15 de agosto de 1914 - íd., 25 de noviembre de 2002) fue guarda, cuidador y guía del Monasterio de San Millán de Suso. Además era escritor, siendo autor de algunas poesías y libros relacionados con su labor de historiador y cuidador del Monasterio de Suso.

## Biografía
Hijo de padres labradores y taberneros - los Pelochos - estudió en la escuela del pueblo hasta los catorce años. Al poco tiempo, era el cuarto de cinco hermanos. Fue enviado a Logroño para aprender y trabajar en la carpintería mecánica de Segundo Lizaranzu. Estalló la guerra civil española y cumplió cuarenta y ocho meses de servicio militar, es decir, todo el período bélico. Después regresó a su pueblo, se casó con Fermina Nieto Aguirre y tuvo cuatro hijos. Dedicado a tareas agrarias y forestales, al llegar a los cuarenta y ocho años de edad fue elegido para guardar y cuidar el cercano Monasterio de Suso.

## Obra
Lo primero que hace Tarsicio es buscar toda la información posible relacionada con Suso. Compra libros, lee, aprende, comenta con profesores visitantes, escucha a los Padres Agustinos Recoletos que residen abajo, en Yuso, y emprende, casi inconscientemente, la gran obra de descubrir y redescubrir el antiguo y sorprendente Cenobio de Suso. Hasta ese momento no existía antes ni carretera de acceso, lo cual sorprende y anima al gremio de periodistas, profesores y eruditos en arte e historia. Quedan impresionados por el verbo cálido y apasionante del nuevo guía Tarsicio. Escuchan las explicaciones referentes a Gonzalo de Berceo, primer poeta de la lengua castellana, y le oyen declamar algunas de ellas... oyen hablar de los siete Infantes de Lara, de rústicas tumbas de nobles, contemplan la huella de Almanzor, los arcos de líneas visigóticas, mozárabes y románicas. Les explica la misma vida de San Millán, que vivió allí mismo como un ermitaño en las cuevas que todavía se conservan en buen estado, de cómo se formó una pequeña comunidad de monjes que más tarde abrazarían la Regla de San Benito. Los visitantes quedan perplejos ante tanta historia que se forjó dentro de esos pequeños muros, recordando que en su escritorio se plasmaron las primeras palabras del idioma español y también del euskera.
"Tarsicio le dixeron al ome cuibdador", señaló Miguel Moreno, parafraseando a Gonzalo de Berceo en el número del 17 de septiembre de 1977 de su periódico Campo soriano. Tarsicio "ha derrochado conocimientos y verbo... es siempre un hombre nuevo", escribió Pilar Rubio según puede leerse en el número del 15 de septiembre de 1985 del periódico La Rioja. "Tarsicio Lejárraga, el guía, te lo explicará como nadie. Escúchalo. No es un robot ni un memorialista", recuerda C. de Abaitua en el número 24 de la revista Club de Gourmets.

## Obra literaria
- 1972. "Monasterio de Suso" (Nájera). Depósito legal LO-237-1972

## Premios
Merced a su dedicación y esfuerzo recibió en vida varias condecoraciones como la Medalla de Caballero de la Orden de Cisneros, Mérito de Bellas Artes, Mérito Turístico, "Guindilla de Oro" de la Fiesta de la Vendimia y Medalla de Oro de la Comunidad de La Rioja en el primer año de su concesión, año 1985, cuando su querido amigo periodista Luis Carandell glosó la figura de Tarsicio. Este famoso guía, pariente incluso de la escritora María de la O Lejárraga, murió en San Millán de la Cogolla el 25 de noviembre de 2002, a la edad de 88 años.